# Ère Lochner
L'ère Lochner désigne une période de l'histoire des États-Unis et en particulier de la Cour suprême, durant laquelle celle-ci s'opposait à toute loi réglementant le travail au nom d'un laissez-faire généralisé. Si le nom provient de l'arrêt Lochner v. New York de 1905, on date en général la période comme allant de Allgeyer v. Louisiana (en) (1897) à West Coast Hotel Co. v. Parrish (en) de 1937, dans lequel la Cour suprême opéra un revirement de jurisprudence en soutenant la constitutionnalité d'une législation de l'État de Washington imposant un salaire minimum.

## Une Cour très libérale
Cette période, coïncidant en gros avec la Seconde révolution industrielle, fut caractérisée par l'opposition constante exprimée par la Cour suprême aux lois réglementant les conditions de travail et donc par une idéologie très proche du libéralisme de Manchester. Au cours de cette période, la Cour suprême théorisa la notion de substantive due process, élaborée à partir des clauses de due process formulées dans le Cinquième et Quatorzième amendement de la Constitution des États-Unis et qui visent à limiter les pouvoirs législatifs du gouvernement, en particulier en ce qui concerne la restriction du droit de propriété. 
La Cour s'appuya à de nombreuses reprises sur cette doctrine pour justifier la liberté contractuelle, en particulier en ce qui concernait la «  liberté d'acheter ou de vendre la force de travail » (purchase and sell labor). En bref, elle s'opposait à toute loi réglementant le marché du travail. Pour le juriste Cass Sunstein (1987), la Cour considérait alors le common law en vigueur en droit du travail, lequel s'opposait à tout interventionnisme étatique, comme une sorte de droit naturel, en liaison directe avec le libéralisme de Manchester considérant le marché comme une « institution naturelle et spontanée », caractérisée par la « concurrence pure et parfaite ».
Néanmoins, la Cour nuançait cette approche générale en autorisant certaines restrictions à la liberté contractuelle au nom de la « sécurité, de la santé, de la morale et du bien-être du public » ("safety, health, morals, and general welfare of the public"), c'est-à-dire du pouvoir de police des États fédérés. Les exceptions admises étaient cependant rares. Dans Bunting v. Oregon (en) (1917), elle autorisa par exemple la limitation de la journée de travail à 10 heures. Dans New York Central Railroad v. White (1917), elle autorisa le dispositif d'assurance accident mis en place contre les accidents du travail, bien qu'allant à l'encontre du common law concernant la responsabilité des employeurs et les droits à indemnisation des employés en cas de négligence caractérisée.
Le pouvoir du gouvernement fédéral était par ailleurs limité par une interprétation stricte de la clause de commerce (en) (section 8 de l'art. Ier de la Constitution).

## La création du Département du Travail
Cette période est cependant équivoque, puisqu'elle englobe aussi l'ère progressiste, durant laquelle certains progrès en matière de protection des salariés furent accomplis, tandis que le gouvernement s'intéressait aussi à la question, avec la création en 1913 du Département du Travail en tant que ministère spécialisé ; jusqu'alors, il n'y avait qu'un Bureau du Travail, organisme sous-ministériel créé en 1884, peu de temps après la fin de la période de Reconstruction après la guerre de Sécession. La ségrégation raciale remplaçait alors, dans les États du Sud, l'esclavage précédemment appliqué.

## Affaires exemplaires
Les arrêts suivants sont souvent cités en tant que caractéristiques de l'ère Lochner.
- Allgeyer v. Louisiana (en) (1897) : la Cour déclare anti-constitutionnelle la législation d'un État interdisant des firmes étrangères d'opérer dans cet État.
- Lochner v. New York (1905), déclarant anti-constitutionnelle une législation d'État limitant les horaires hebdomadaires de travail;
- Adair v. United States (en) (1908), déclarant anti-constitutionnelle une législation fédérale interdisant les compagnies ferroviaires d'appliquer des yellow-dog contracts (en), soit des contrats obligeant l'employé à ne pas s'affilier à un syndicat;
- Coppage v. Kansas (en) (1915), déclarant anti-constitutionnelle une législation d'État interdisant les yellow-dog contracts (en);
- Adams v. Tanner (en) (1917), déclarant anti-constitutionnelle une législation d'État empêchant les agences privées d'emploi de fixer leurs honoraires;
- Hammer v. Dagenhart (en) (1918), déclarant anti-constitutionnelle une législation fédérale régulant le travail des enfants;
- Duplex Printing Press Co. v. Deering (en) (1921), refusant que la législation fédérale exempte les syndicats des procès anti-trust;
- Bailey v. Drexel Furniture Co. (en) (1922), annulant une taxe fédérale sur le commerce inter-étatique organisé par des employeurs faisant travailler des enfants;
- Adkins v. Children's Hospital (en) (1923),  déclarant anti-constitutionnelle une législation instaurant un salaire minimum pour les femmes et les enfants dans le District de Columbia;
- United States v. Butler (en) (1936), enjoignant au comité fiscal du Congrès d'invalider l'Agricultural Adjustment Act (AAA);
- Carter v. Carter Coal Company (en) (1936), déclarant anti-constitutionnelle la législation fédérale régulant l'industrie du charbon.

## La fin de la période ou le conflit entre Roosevelt et la Cour suprême
L'arrêt West Coast Hotel Co. v. Parrish (en) de 1937, par lequel la Cour suprême opère un revirement de jurisprudence soudain, met fin à la période. Le juge Owen Roberts changea en effet de camp, en donnant son accord à une loi de l’État de Washington instaurant un salaire minimum pour les femmes, alors qu'il s'y était constamment opposé jusqu'alors.
On explique en général ce revirement par les conflits ayant opposés la Cour au président Roosevelt lors de la mise en œuvre du New Deal. Confronté à une opposition systématique de la Cour à ses projets réformistes, Roosevelt avait en effet envisagé d'augmenter le nombre de juges à la Cour suprême par le projet de loi sur la réforme des procédures judiciaires de 1937, afin d'inclure davantage de juges favorables au New Deal. Afin d'éviter ceci, la Cour aurait effectué ce revirement de jurisprudence, sauvant ainsi sa composition. La nomination, en août 1937, du juge Hugo Black, permit aussi de mettre en minorité le groupe de magistrats soutenant des positions de laisser-faire absolu. Dans United States v. Carolene Products Co. (en) (1938), la Cour jugea que, de façon générale, la régulation de l'économie devait bénéficier d'une présomption de constitutionnalité.
Certains juristes ont cependant mis l'accent sur d'autres arrêts, en particulier Nebbia v. New York (en) (1934), lors duquel la Cour admet, à une voix près, une loi régulant le prix du lait. Une telle interprétation, défendue en particulier par Barry Cushman dans Rethinking the New Deal Court: The Structure of a Constitutional Revolution, insiste sur des tendances proprement juridiques et à plus long terme plutôt que sur un simple retournement conjoncturel.